# Найтоповичі
Найтоповичі (рос. Найтоповичи) — село в Унецькому районі Брянської області Російської Федерації.
Населення становить 785 осіб. Входить до складу муніципального утворення Найтоповицьке сільське поселення.

## Історія
Населений пункт розташований на території українського етнічного та культурного краю Стародубщина.
Від 2005 року входить до складу муніципального утворення Найтоповицьке сільське поселення.

## Населення
| 2010 | 2013 |
| ---- | ---- |
| 888  | ↘785 |